# Dicopus bidentiscapus
Dicopus bidentiscapus är en stekelart som beskrevs av Girault 1931. Dicopus bidentiscapus ingår i släktet Dicopus och familjen dvärgsteklar. Inga underarter finns listade i Catalogue of Life.